# 野上彰 (文学者)
野上 彰（のがみ あきら、本名：藤本 登、1909年〈明治42年〉2月15日 - 1967年〈昭和42年〉11月4日）は日本の文学者、編集者。

## 経歴
1909年（明治42年）2月15日、徳島県徳島市新内町に、浪曲師天中軒雲右衛門の座付作者である父・若山儀三郎、母・藤本サトの次男として生まれる。1917年（大正6年）、徳島市寺島尋常小学校（現・徳島市内町小学校）入学。1922年（大正11年）、徳島市立徳島中学校（現・徳島県立城南高等学校）入学。1927年（昭和2年）、鹿児島の旧制第七高等学校（現・鹿児島大学）入学。1929年（昭和4年）に東京大学文学部に入学し、翌年の1930年（昭和5年）に京都大学法学部に転入。この頃京都の吉田操子の下で囲碁を学ぶ。1933年（昭和8年）に滝川事件を契機として中退する。
1934年（昭和9年）に仙台市半袋上丁に学生碁会所を開いたり、1935年（昭和10年）からの『河北新報』の囲碁欄の解説を掲載するなど、囲碁により生活を始める。1936年（昭和11年）には上京し、1937年に安永一、田岡敬一らと雑誌『囲碁春秋』を発刊し編集長となる。また「文人碁会」を企画し、囲碁愛好家の作家や学者の交流を図る。ここで知り合った川端康成、豊島与志雄に師事し、筆名を「野上彰」とする。
1940年（昭和15年）に日本棋院の『囲碁クラブ』の編集部に入り、発行部数を五千部から一万部に売れ行きを上昇させ、『囲碁クラブ』の編集長となり、『棋道』の編集も兼任する。1943年（昭和18年）に日本棋院を退職し、創作活動の道に進み、編集長・内山基の『少女の友』『新女苑』などに詩や童謡を書く。また、1940年（昭和15年）に鈴木千代と結婚するが、1943年（昭和18年）に別居し、1952年（昭和27年）に離籍する。
1945年（昭和20年）に福士正人と『暁鐘』を創刊するが、三号で廃刊となる。また、芸術前衛運動を企画し、1946年（昭和21年）に「火の会」を発会して作家や編集者など会員60人余りが集まる。同年に出版社・大地書房を創立。福士正人や速水律子などと出版編集を始める。文芸雑誌『プロメテ』、少女雑誌『白鳥』などを刊行。また、NHKラジオ『婦人の時間』に放送詩を書き始める。同年に速水律子と結婚する（入籍は1952年（昭和27年））。なお、大地書房は1947年（昭和22年）にストライキにより解散となる。
1949年（昭和24年）に前田久雄などと「日本語訳詩委員会」を企画。また前田久雄を社長として音楽教科書出版を目的とする「白百合書苑」を創立。
1955年（昭和30年）に日本将棋連盟より将棋二段の免状を受ける。
1956年（昭和31年）に日本棋院より囲碁五段の免状を受ける。文壇本因坊だった榊山潤は、野上の囲碁の強さはアマチュアばなれしていたと書いた。
1967年（昭和42年）に脳腫瘍と診断され、東京医大病院脳外科に入院する。1967年（昭和42年）11月4日に死去。翌日の11月5日に日本棋院より囲碁六段の免状を受ける。11月8日に青山葬儀所で音楽葬を行う。

## 人物
川端康成に師事し、戦後、大地書房で編集局長を経て、詩、小説、童話、戯曲、訳詞などの創作活動に入り、戦後、芸術前衛運動を推進。放送劇の主題歌作詞や台本、オペレッタの演出など、多彩なジャンルで力量を発揮した。
著書に詩集「幼き歌」、戯曲集「蛾」、随筆集「囲碁太平記」など多数。オリンピック讃歌の日本語での訳詞を担当した人としても知られる。ボブ・ディランの「風に吹かれて」の訳詞も担当した。

## 家族
長男の藤本草は、邦楽プロデューサーで、公益財団法人日本伝統文化振興財団理事長。
娘の藤本ひかりの夫は、オペラ演出家の三谷礼二。
四男の藤本国彦（1961-）は、ビートルズ研究者、雑誌CDジャーナル編集長。

## 著書

### 詩集
- 『前奏曲』猪熊弦一郎画、東京創元社、1956年12月。 NCID BA41003138。全国書誌番号:57009144。
- 『詩集 幼き歌』アポロン社、1968年7月。 NCID BA42164245。全国書誌番号:68014611。
- 『野上彰詩集』野上彰詩碑建立期成会、1970年。
- 『前奏曲』左右社、2019年5月。ISBN 9784865282368。 NCID BB2907923X。全国書誌番号:23222037。

### 小説
- 『囲碁伝来記』天元社、1940年12月。 NCID BN11404528。全国書誌番号:46044832。
- 『軽井沢物語』三笠書房、1959年10月。 NCID BA89828360。全国書誌番号:60002158。
  - 巻末に掲げられている詩『落葉松』が小林秀雄作曲の歌曲として著名である。
- 『夜の眼』河出書房〈Kawade paperbacks 104〉、1964年7月。 NCID BA8982819X。全国書誌番号:64006015。
- 『夜の馬』一水社〈かもめ新書〉、1965年3月。全国書誌番号:65007236。
- 「もう一つの軽井沢物語」『郷土出身作家選集 徳島の小説』徳島市立図書館〈徳島市民双書18〉、1984年1月。 NCID BA47929918。全国書誌番号:84038051。

### 戯曲・脚本
- 『学校劇脚本集 愛の手』さ・え・ら書房、1949年5月。 NCID BA8049748X。全国書誌番号:45015549。
- 『風のバラード』宝文館〈ラジオ・ドラマ新書〉、1955年2月。 NCID BN1535203X。全国書誌番号:55008276。
- 『戯曲集 蛾』緑地社、1958年8月。 NCID BN15360581。全国書誌番号:58011616。

### 囲碁に関する本(小説を除く)
- 高川格共著『基本定石集』大地書房、1941年11月。 NCID BB12213484。全国書誌番号:46024041。
- 『初学囲碁講座』 1巻、東和社、1949年。
- 『初学囲碁講座』 2巻、東和社、1949年。
- 『初学囲碁講座』 3巻、東和社、1949年。
- 高川格共著『囲碁の急所 カード式・上達法』 1巻、実業之日本社、1954年。全国書誌番号:54005804。
- 高川格共著『囲碁の急所 カード式・上達法』 2巻、実業之日本社、1954年。全国書誌番号:54005804。
- 高川格共著『囲碁の急所 カード式・上達法』 3巻、実業之日本社、1954年。全国書誌番号:54005804。
- 高川格共著『囲碁の急所 カード式・上達法』 4巻、実業之日本社、1954年。全国書誌番号:49001029。
- 高川格共著『囲碁の急所 カード式・上達法』 5巻、実業之日本社、1954年。全国書誌番号:49001029。
- 『囲碁大観 入門から初段まで』島村利博監修、実業之日本社、1954年2月。 NCID BN11403172。全国書誌番号:63009854。
- 『定本囲碁講座』 1巻、宝文館、1957年。全国書誌番号:57005846。
- 『定本囲碁講座』 2巻、宝文館、1957年11月。全国書誌番号:57012572。
- 『定本囲碁講座』 3巻、宝文館、1958年1月。全国書誌番号:58001740。
- 『はめ手・基本手筋・死活 必携囲碁読本』宝文館、1958年2月。全国書誌番号:58003408。
- 『囲碁実戦読本』囲碁入門新書〈囲碁入門新書〉、1958年。全国書誌番号:58009941。
- 高川格共著『攻合の急所』実業之日本社〈囲碁入門新書〉、1961年2月。全国書誌番号:61002428。
- 高川格共著『手筋の急所』実業之日本社〈囲碁入門新書〉、1961年2月。全国書誌番号:61002429。
- 『囲碁太平記』河出書房新社、1963年12月。 NCID BA49889439。全国書誌番号:64000881。

### 音楽
- 『愛と死の歌 名曲物語』角川書店〈角川新書〉、1957年11月。 NCID BA37778022。全国書誌番号:58000655。

### 児童書
- 『王さまの耳はロバの耳 ギリシヤ・ローマ神話より』さ・え・ら書房、1948年11月。全国書誌番号:45023181。
- 藤田たまお共著『社会科・13の新しい知識』さ・え・ら書房〈ぼくたちの研究室〉、1949年4月。 NCID BA61656451。全国書誌番号:45014779。
- 『こどもの歌』小峰書店〈小学生文庫 14〉、1950年8月。 NCID BA30960378。全国書誌番号:45019795。
- 『ギリシア・ローマ神話』さ・え・ら書房〈ぼくたちの研究室〉、1952年7月。全国書誌番号:45014723。
- 『はなものがたり』太田大八絵、実業之日本社〈お話博物館 1年生〉、1954年10月。全国書誌番号:45019296。
- 『放送少年宮本武蔵』 1巻、宝文館、1956年。全国書誌番号:45016912。
- 『放送少年宮本武蔵』 2巻、宝文館、1956年。全国書誌番号:45016912。
- 『放送少年宮本武蔵』 3巻、宝文館、1956年。全国書誌番号:45016912。
- 『がらんぼ・ごろんぼ・げろんぼ』宝文館〈ペンギンどうわぶんこ〉、1957年4月。 NCID BA32121745。全国書誌番号:45037454。
- 『ジル・マーチンものがたり』東京創元社、1960年4月。 NCID BA82378415。全国書誌番号:45016913。

### 翻訳
- P.クロウフア 著、野上彰 訳『オハイオ河物語』中央公論社〈ともだち文庫 第50〉、1950年3月。
- フランシス・ホジソン・バーネット 著、野上彰・川端康成 訳『小公女』創元社、1953年6月。
- エドガー・ライス・バローズ 著、野上彰 訳『ターザンと密林の叫び』加納川郁之助絵、宝文館〈ターザン文庫 1〉、1956年。
- エドガー・ライス・バローズ 著、野上彰 訳『ターザンと外人部隊』加納川郁之助絵、宝文館〈ターザン文庫 2〉、1956年。
- エドガー・ライス・バローズ 著、野上彰 訳『ターザンと死の踊り』加納川郁之助絵、宝文館〈ターザン文庫 3〉、1956年。
- エドガー・ライス・バローズ 著、野上彰 訳『ターザンとジャックの冒険』加納川郁之助絵、宝文館〈ターザン文庫 4〉、1956年。
- アンドルー・ラング 著、野上彰 訳『みどりいろの童話集』川端康成校閲、東京創元社〈ラング世界童話全集 1〉、1958年6月。
- アンドルー・ラング 著、野上彰 訳『ばらいろの童話集』川端康成校閲、東京創元社〈ラング世界童話全集 2〉、1958年7月。
- アンドルー・ラング 著、野上彰 訳『そらいろの童話集』川端康成校閲、東京創元社〈ラング世界童話全集 3〉、1958年8月。
- アンドルー・ラング 著、野上彰 訳『きいろの童話集』川端康成校閲、東京創元社〈ラング世界童話全集 4〉、1958年9月。
- アンドルー・ラング 著、野上彰 訳『くさいろの童話集』川端康成校閲、東京創元社〈ラング世界童話全集 5〉、1958年10月。
- アンドルー・ラング 著、野上彰 訳『ちゃいろの童話集』川端康成校閲、東京創元社〈ラング世界童話全集 6〉、1958年11月。
- アンドルー・ラング 著、野上彰 訳『ねずみいろの童話集』川端康成校閲、東京創元社〈ラング世界童話全集 7〉、1958年12月。
- アンドルー・ラング 著、野上彰 訳『あかいろの童話集』川端康成校閲、東京創元社〈ラング世界童話全集 8〉、1958年12月。
- アンドルー・ラング 著、野上彰 訳『みずいろの童話集』川端康成校閲、東京創元社〈ラング世界童話全集 9〉、1959年1月。
- アンドルー・ラング 著、野上彰 訳『むらさきいろの童話集』川端康成校閲、東京創元社〈ラング世界童話全集 10〉、1959年2月。
- アンドルー・ラング 著、野上彰 訳『さくらいろの童話集』川端康成校閲、東京創元社〈ラング世界童話全集 11〉、1959年3月。
- アンドルー・ラング 著、野上彰 訳『くじゃくいろの童話集』川端康成校閲、東京創元社〈ラング世界童話全集 12〉、1959年4月。
- アンドルー・ラング 著、野上彰 訳『アラビアン・ナイト』川端康成校閲、東京創元社〈ラング世界童話全集 別巻〉、1959年5月。
- クリスチアナ・ブランド 著、野上彰 訳『疑惑の霧』早川書房、1958年3月。
- エドワード・ウィリアム・レイン 著、川端康成・野上彰 訳『漁師と魔神の物語』太田大八絵、東京創元社〈アラビアン・ナイト 1〉、1960年。
- エドワード・ウィリアム・レイン 著、川端康成・野上彰 訳『せむし男の物語』太田大八絵、東京創元社〈アラビアン・ナイト 2〉、1961年。
- エドワード・ウィリアム・レイン 著、川端康成・野上彰 訳『ヌール・エド・ディーンの物語』太田大八絵、東京創元社〈アラビアン・ナイト 3〉、1960年。
- エドワード・ウィリアム・レイン 著、川端康成・野上彰 訳『ドウーニヤ姫の愛の物語』太田大八絵、東京創元社〈アラビアン・ナイト 4〉、1961年。
- エドワード・ウィリアム・レイン 著、川端康成・野上彰 訳『王子と王女の愛の物語』太田大八絵、東京創元社〈アラビアン・ナイト 5〉、1961年。
- エドワード・ウィリアム・レイン 著、川端康成・野上彰 訳『おどけものアブーの物語』太田大八絵、東京創元社〈アラビアン・ナイト 6〉、1961年。
- ヨハン・シュトラウス2世 著、野上彰 訳『こうもり』音楽之友社〈世界歌劇全集 14〉、1967年。
- ジーン・ウェブスター 著、野上彰 訳『あしながおじさん』ポプラ社〈世界の名著 21〉、1968年。

## 作詞

### 学校歌・園歌
- 徳島県立富岡西高等学校校歌（補作、作詞：脇太一、作曲：深井史郎）
- 台東区立谷中小学校校歌（作詞・作曲）
- 市川市立第一中学校校歌（作曲：村上正治）
- 徳島市内町小学校校歌（作曲：長谷川良夫）
- 戸田市立戸田東小学校校歌（作詞・作曲）
- 横浜国立大学教育学部附属横浜中学校校歌（作曲：高田三郎）
- 開成町立文命中学校校歌（作曲：小倉朗）
- 浦和第一女子高等学校校歌（作曲：高田三郎）
- 高田高等学校校歌（作曲：長谷川良夫）
- 徳島県立徳島東工業高等学校校歌（作曲：宅孝二）
- 川崎市立浅田小学校校歌（作曲：栗本正）
- 川崎市立田島中学校校歌（作曲：栗本正）
- 上田市立中塩田小学校校歌（作曲：和田健治）
- 上田西高等学校校歌（作曲：兎束武雄）
- 埼玉県立与野農工高等学校校歌（作曲：高田三郎）
- 港区立青南小学校第2校歌「光あふれて」（作曲：塚原哲夫）

### 社歌
- 国鉄「機関車労働組合の歌」（作曲：長谷川良夫）
- 東京ガス社歌「聖なる火」（作曲：高木東六）
- 日産自動車企業CMソング「世界の恋人」（作曲：芥川也寸志）
- 百五銀行歌（作曲：高田三郎）

### 訳詞
- オリンピック讃歌

### その他
- 大いなる樫の木に（作曲：清水脩） - 第33回NHK全国学校音楽コンクール高等学校の部課題曲
- 「夏は光の中にある」
- 森繁久彌「銀座の雀」（作曲：仁木他喜雄）